# 도러시 댄드리지
도러시 댄드리지(영어: Dorothy Dandridge, 1922년 11월 9일 ~ 1965년 9월 8일)는 미국의 배우, 가수이다. 영화사 초기 활동했던 아프리카계 미국인 예능인으로서, 영화 《카르멘 존스》로 아카데미 여우주연상 후보에 올랐다.
클리블랜드에서 태어났으며 할리우드에서 사망하였다. 사인은 과다복용이다. 포리스트 론 메모리얼 파크에 매장되었다.

## 영화
- 도로시 댄드리지: 싱잉 엣 허 베스트 (2003년)
- 속죄 (2002년)
- 포기와 베스 (1959년) - 베스 역
- 아일랜드 인 더 선 (1957년)
- 카르멘 존스 (1954년)
- 타잔 - 렉스 바커 편 3 (1951년)
- 이보니 퍼레이드 (1947년)
- 아틀란틱 시티 (1944년)
- 히트 퍼레이드 오브 1943 (1943년)
- 해피 고 럭키 (1943년)
- 럭키 조단 (1942년)
- 선 밸리 세레나데 (1941년)
- 아이린 (1940년)
- 고잉 프레이스 (1938년)
- 경마장의 하루 (1937년)
- 더 빅 브로드캐스트 오브 1936 (1935년)